# Nora Lindahl
Nora Lindahl (* 10. September 2004 in Luxemburg) ist eine finnisch-schwedische Leichtathletin, die sich auf den Sprint spezialisiert hat.

## Sportliche Laufbahn
Erste Erfahrungen bei internationalen Meisterschaften sammelte Nora Lindahl im Jahr 2022, als sie bei den U20-Weltmeisterschaften in Cali mit 11,77 s in der ersten Runde im 100-Meter-Lauf aus und schied über 200 Meter mit 23,74 s im Halbfinale aus. Im Jahr darauf wurde sie bei der 1. Liga der Team-Europameisterschaft im Rahmen der Europaspiele in Chorzów mit der schwedischen 4-mal-100-Meter-Staffel disqualifiziert. Anschließend gewann sie bei den U20-Europameisterschaften in Jerusalem in 23,26 s die Goldmedaille im 200-Meter-Lauf. 2024 schied sie bei den Europameisterschaften in Rom mit 22,89 s im Semifinale über 200 Meter aus und im August schied sie bei den Olympischen Sommerspielen in Paris mit 23,51 s in der Hoffnungsrunde aus. Im Jahr darauf gewann sie bei den U23-Europameisterschaften in Bergen in 22,92 s die Bronzemedaille über 200 Meter hinter der Britin Success Eduan und Henriette Jæger aus Norwegen.

## Persönliche Bestleistungen
- 100 Meter: 11,51 s (+0,3 m/s), 17. August 2024 in Sollentuna
  - 60 Meter (Halle): 7,30 s, 2. März 2025 in Göteborg
- 200 Meter: 22,88 s (+0,5 m/s), 31. August 2024 in Helsinki
  - 200 Meter (Halle): 23,00 s, 23. Februar 2025 in Växjö